# Еріон чорноногий
Еріон чорноногий (Eriocnemis derbyi) — вид серпокрильцеподібних птахів родини колібрієвих (Trochilidae). Мешкає в Колумбії і Еквадорі.

## Опис

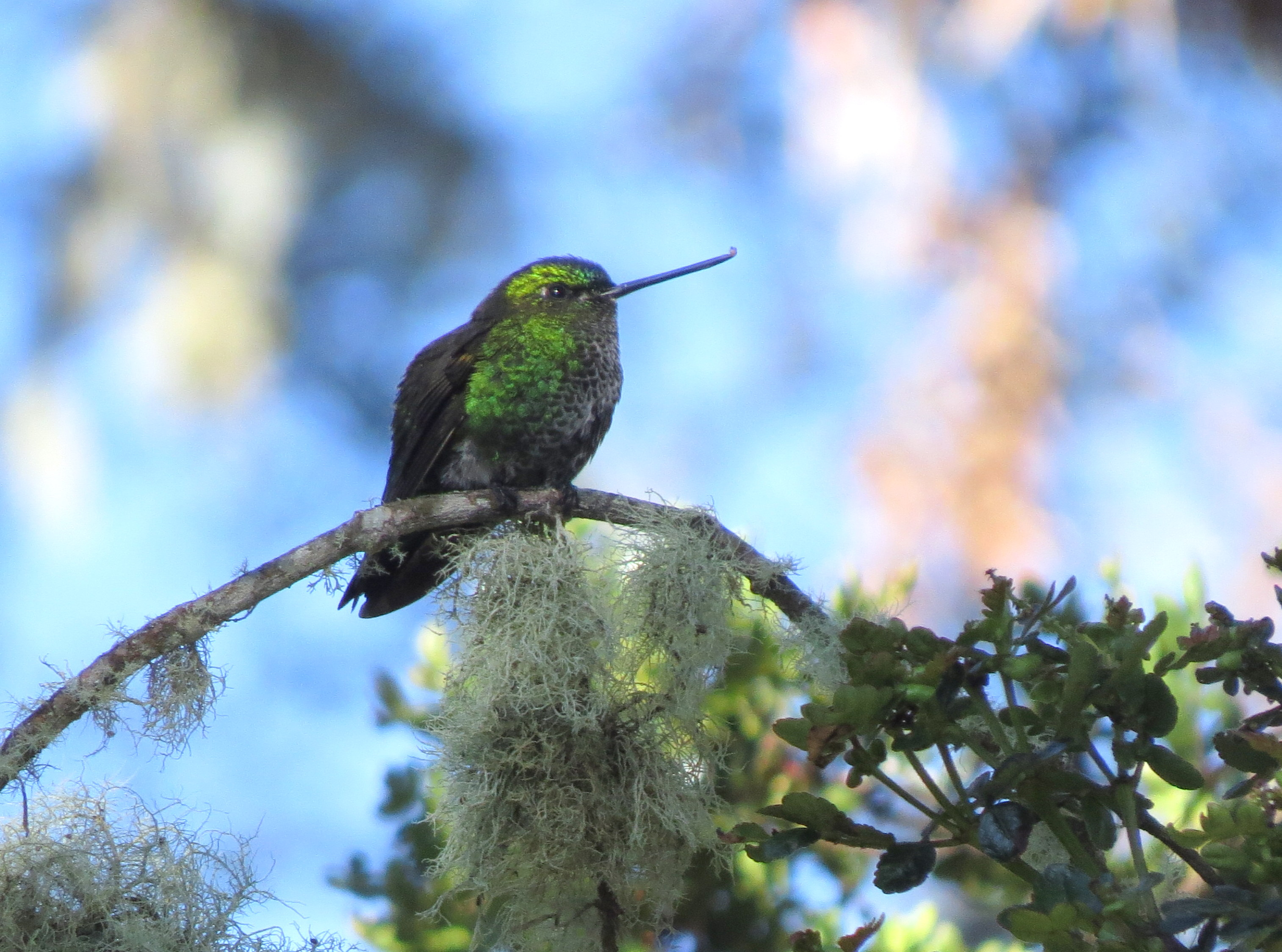
Чорноногий еріон

Довжина птаха становить 10 см. У самців верхня частина тіла золотисто-зелена з металевим відблиском, верхні і нижні покривні пера хвоста блискучо-малахітово-зелені. Нижня частина тіла яскраво-зелена. Хвіст чорний, роздвоєний. Лапи покриті чорним пуховим пір'ям. Дзьоб прямий, чорнуватий, довжиною 20 мм. У самиць нижня частина тіла біла, сильно поцяткована зеленими плямами, лоб у них має синьо-зелений відтінок, пухове пера на лапах чорно-білі.

## Поширення і екологія
Чорноногі еріони мешкають в горах Центрального хребта Колумбійських Анд (на південь від Толіми) і в Еквадорських Андах на південь до Імбабури. Вони живуть на узліссях вологих гірських тропічних лісів, на порослих чагарниками високогірних луках та в каньйонах. Зустрічаються на висоті від 2500 до 3600 м над рівнем моря, переважно на висоті понад 2900 м над рівнем моря. Здійснюють висотні міграції. Живляться нектаром квітучих рослин, зокрема фуксій і пальм, а також комахами, яких ловлять в польоті.

## Збереження
МСОП класифікує стан збереження цього виду як близький до загрозливого. Чорноногим еріонам загрожує знищення природного середовища.